# 11027 Astafʹev
11027 Astafʹev (1986 RX5) là một tiểu hành tinh vành đai chính được phát hiện ngày 7 tháng 9 năm 1986 bởi L. I. Chernykh ở Đài vật lý thiên văn Crimean.